# Nowy Dwór (gmina w województwie nowogródzkim)
Nowy Dwór – dawna gmina wiejska istniejąca do 1939 roku w województwie nowogródzkim w Polsce (obecnie na Białorusi). Siedzibą gminy było miasteczko Nowy Dwór (655 mieszk. w 1921 roku).
Na początku okresu międzywojennego gmina Nowy Dwór należała do powiatu lidzkiego w woj. nowogródzkim. 29 maja 1929 roku gmina weszła w skład nowo utworzonego powiatu szczuczyńskiego w tymże województwie.
Po wojnie obszar gminy Nowy Dwór został odłączony od Polski i włączony w struktury administracyjne Białoruskiej SRR.